# Галиева, Гелюса Маратовна
Гелюса Маратовна Галиева (род. 8 ноября 1997, Арск) — российский боксёр. Серебряный призёр чемпионата России 2023 года, четырёхкратный бронзовый призёр чемпионата России 2016, 2017, 2018, 2021 годов. Мастер спорта международного класса.

## Карьера
Гелюса родилась в городе Арске в Республике Татарстан. 
Её тренеры М.Г. Галиев, Ю.Б. Чеботарев. Выступает за Динамо. 
Бронзовый призёр чемпионатов России 2016, 2017, 2018 и 2021 года. Серебряный призёр чемпионата России 2023 года.
Чемпион Европы среди юниорок 2014 года. Серебряный призер Чемпионата Мира среди студентов 2018 года. Серебряный призер Чемпионата Европы среди молодежи 2019 года. 
Приказом министра спорта РФ № 19-нг от 24 февраля 2015 года Гелюсе присвоено спортивное звание Мастер спорта России международного класса.